# Phoenix International
Phoenix International Holdings, Inc. est une entreprise américaine de services maritimes qui réalise des opérations sous-marines habitées et non habitées à travers le monde.

## Projets notables
Les projets notables auxquels Phoenix a participé incluent :  
- 2022 - Localisation et récupération d'un avion de chasse F-35C Lightning II de la marine américaine tombé en mer de Chine méridionale[1]
- 2021 - Localisation et récupération du fuselage d'un hélicoptère MH-60S Seahawk abattu près d'Okinawa[2]
- 2019 - Sauvetage en haute mer d'un avion C-2A Greyhound (localisation et récupération)[3]
- 2014 - La recherche du vol Malaysia Airlines 370[4]
- Vol Air France 447[5], Vol Yemenia 626[5], Vol Adam Air 574[6], et Vol Tuninter 1153[7] avec récupération des enregistreurs de vol ;
- 2012 - Recherche de l'avion d'Amelia Earhart sous contrat avec TIGHAR[8]
- 2011 - Exercice de préparation au sauvetage de sous-marins (Bold Monarch)[9]
- 2010 - Inspection judiciaire de la salle de contrôle de l'explosion de la Deepwater Horizon[10]
- 2010 - Conception, fabrication et test d'un système de plongée saturée mobile (SAT FADS) pour la marine américaine
- 2003 - Recherche des débris de la navette spatiale Columbia[11]
- 2003 - Projets d'enquêtes documentaires et de cartographie du RMS Titanic[12]
- 2002 - Récupération de la tourelle du USS Monitor[13]
- 2000 - Découverte et enquête médico-légale du sous-marin israélien INS Dakar[14]